# Ari Nyman
Ari Nyman (nacido en Finlandia el 7 de febrero de 1984) es un futbolista finlandés. Juega de defensa y jugó toda su carrera como profesional en el FC Inter Turku.

## Selección nacional
Ha sido internacional con la Selección nacional de fútbol de Finlandia, y ha jugado 6 partidos internacionales.
- Datos: Q653896